# Museo di Sant'Elena
Il Museo di Sant'Elena è un museo sull'isola di Sant'Elena, nei Territori d'oltremare britannici nella parte meridionale dell'Oceano Atlantico.
Il museo è diretto dalla Saint Helena Heritage Society. Esso è ospitato in una costruzione in pietra del XVIII secolo, presso Jacob’s Ladder, nella parte più bassa di Jamestown, la capitale di Sant'Elena. Il museo è stato ufficialmente aperto il 21 maggio 2002, nel cinquecentesimo anniversario della scoperta dell'isola, da parte del governatore David Hollamby.
Il museo è uno dei due presenti sull'isola; l'altro è quello presente a Longwood House, la casa che ospitò Napoleone Bonaparte durante il suo esilio a Sant'Elena; sono entrambi di proprietà del Governo francese.